# Bogdanówka Kamionki
Bogdanówka Kamionki (ukr. Богданівка-Кам'янка) – przystanek kolejowy w miejscowości Bogdanówka i w pobliżu miejscowości Kamionki, w rejonie tarnopolskim, w obwodzie tarnopolskim, na Ukrainie. Położony jest na linii Odessa – Lwów.

## Historia
Stacja kolejowa powstała w XIX w., gdy tereny te należały do Austro-Węgier, na trasie kolei galicyjskiej im. Karola Ludwika, pomiędzy stacjami Maksymówka i Podwołoczyska. W II Rzeczypospolitej nosiła obecną nazwę. Przebudowana do przystanku po upadku Związku Sowieckiego